# アリ星雲
Mz 3 (Menzel 3) 、通称アリ星雲(英: Ant Nebula) は、太陽系から見てじょうぎ座の方向約8,900光年の距離にある若い惑星状星雲で、その形状から双極性星雲に分類される。形がアリの頭部及び胸部に似ているため、Ant Nebula という通称で呼ばれている。

## 特徴
アリ星雲は、1922年にドナルド・メンゼルによって発見された。
明るい中心核と、ローブ (lobes)、コラム (columns)、レイ (rays)、チャクラム (chakram) と名付けられた外側への4種類の高速の流れによって構成されている。その様子は、「2つの球状で双極のlobes、2つの外側の大きな繊維状の砂時計型のcolumns、2つの円錐形のrays、そして平面放射状に広がる楕円形のchakram」と記述されている。アリ星雲は、3組の入れ子状に対になった双極性のローブとその赤道面上の楕円形で構成される複雑なシステムである。これらのローブは全て同じ対称軸を持つが、それぞれ異なる形態と開き角度を持つ。中でも最も風変わりなものの1つが「チャクラム (chakram)」と呼ばれる、惑星状星雲の核をその中心に持つように見える、淡くて大きく、縁が明るい楕円形の構造である。この楕円構造は中心星の進化と歴史的に関係があるのは間違いないと見られている。
通常の惑星状星雲とは異なり、アリ星雲の中央には「共生星」と呼ばれる赤色巨星と白色矮星の連星系があると考えられている。この星雲の中心にある濃い星雲ガスは、外側に広がるローブとは異なる起源を持つ可能性が示唆されており、この惑星状星雲の中心には中心部の濃いガス領域を形成させた巨大な伴星と惑星状星雲に電離光子を供給する白色矮星から構成される連星系がある、とする仮説が出されている。
アリ星雲は、より広く研究されている惑星状星雲M2-9と比較されることがある。アリ星雲とM2-9はよく似た進化の過程を経てきたものと考えられている。2つの星雲はいずれも点状の明るい核を持つ、細くくびれた双極性星雲であり、空間依存的なスペクトルが驚くほど似ている。よく似ているからこそ、その違いに着目される。最大の違いは、おそらく近赤外線放射である。アリ星雲には水素分子の輝線は見られないが、M2-9には近赤外線に顕著な水素分子の輝線が見られる。アリ星雲に水素分子輝線が見られないという特徴は、このような輝線と惑星状星雲の双極構造に強い相関があることから考えると非常に珍しいものである。また、アリ星雲の極域のローブは、M2-9と比べるとよりまだらで、丸みを帯びている。そして、アリ星雲にはM2-9で観測されるような極域のローブでの時間変動を示す証拠が見つかっていない。
アリ星雲は、約50 km/sの速度で動径方向に膨張しており、極軸は天球面に対して約30°傾いている。
2018年、ヨーロッパ宇宙機関の赤外線宇宙望遠鏡ハーシェルの観測データから、水素再結合線レーザー放射 (英: hydrogen recombination line laser emission) と呼ばれる強力な赤外線放射がアリ星雲から放出されていることを発見したとする研究結果が報告された。これは、アリ星雲の中心に連星系が存在するという仮説を強く支持するものである。